# Psychomyia bhutana
Psychomyia bhutana är en nattsländeart som beskrevs av Olah 1985. Psychomyia bhutana ingår i släktet Psychomyia och familjen tunnelnattsländor. Inga underarter finns listade i Catalogue of Life.